# Montanay
Montanay és un municipi francès, situat a la metròpoli de Lió i a la regió de Alvèrnia - Roine-Alps. L'any 2007 tenia 2.682 habitants.

## Demografia

### Població
El 2007 la població de fet de Montanay era de 2.682 persones. Hi havia 923 famílies de les quals 118 eren unipersonals (47 homes vivint sols i 71 dones vivint soles), 292 parelles sense fills, 438 parelles amb fills i 75 famílies monoparentals amb fills.
La població ha evolucionat segons el següent gràfic:
Habitants censats

### Habitatges
El 2007 hi havia 962 habitatges, 928 eren l'habitatge principal de la família, 4 eren segones residències i 30 estaven desocupats. 869 eren cases i 94 eren apartaments. Dels 928 habitatges principals, 786 estaven ocupats pels seus propietaris, 133 estaven llogats i ocupats pels llogaters i 9 estaven cedits a títol gratuït; 6 tenien una cambra, 35 en tenien dues, 68 en tenien tres, 202 en tenien quatre i 617 en tenien cinc o més. 815 habitatges disposaven pel capbaix d'una plaça de pàrquing. A 295 habitatges hi havia un automòbil i a 602 n'hi havia dos o més.

### Piràmide de població
La piràmide de població per edats i sexe el 2009 era:
| Homes | Edats   | Dones |
| ----- | ------- | ----- |
| 0     | 95 o +  | 0     |
| 4     | 90 a 94 | 0     |
| 0     | 85 a 89 | 0     |
| 0     | 80 a 84 | 16    |
| 24    | 75 a 79 | 12    |
| 24    | 70 a 74 | 36    |
| 36    | 65 a 69 | 36    |
| 56    | 60 a 64 | 52    |
| 76    | 55 a 59 | 56    |
| 96    | 50 a 54 | 96    |
| 80    | 45 a 49 | 104   |
| 128   | 40 a 44 | 128   |
| 80    | 35 a 39 | 92    |
| 68    | 30 a 34 | 92    |
| 28    | 25 a 29 | 48    |
| 48    | 20 a 24 | 60    |
| 104   | 15 a 19 | 56    |
| 92    | 10 a 14 | 124   |
| 140   | 5 a 9   | 104   |
| 60    | 0 a 4   | 68    |

## Economia
El 2007 la població en edat de treballar era de 1.805 persones, 1.297 eren actives i 508 eren inactives. De les 1.297 persones actives 1.234 estaven ocupades (638 homes i 596 dones) i 64 estaven aturades (29 homes i 35 dones). De les 508 persones inactives 145 estaven jubilades, 267 estaven estudiant i 96 estaven classificades com a «altres inactius».

### Ingressos
El 2009 a Montanay hi havia 938 unitats fiscals que integraven 2.767,5 persones, la mediana anual d'ingressos fiscals per persona era de 26.770 €.

### Activitats econòmiques
Dels 113 establiments que hi havia el 2007, 2 eren d'empreses alimentàries, 3 d'empreses de fabricació de material elèctric, 7 d'empreses de fabricació d'altres productes industrials, 18 d'empreses de construcció, 21 d'empreses de comerç i reparació d'automòbils, 2 d'empreses de transport, 4 d'empreses d'hostatgeria i restauració, 2 d'empreses d'informació i comunicació, 8 d'empreses financeres, 6 d'empreses immobiliàries, 24 d'empreses de serveis, 11 d'entitats de l'administració pública i 5 d'empreses classificades com a «altres activitats de serveis».
Dels 23 establiments de servei als particulars que hi havia el 2009, 1 era una oficina de correu, 2 tallers de reparació d'automòbils i de material agrícola, 1 paleta, 2 guixaires pintors, 3 fusteries, 6 lampisteries, 3 perruqueries, 3 restaurants i 2 agències immobiliàries.
Dels 3 establiments comercials que hi havia el 2009, 1 era una botiga de menys de 120 m², 1 una fleca i 1 una botiga d'equipament de la llar.
L'any 2000 a Montanay hi havia 7 explotacions agrícoles que ocupaven un total de 344 hectàrees.

## Equipaments sanitaris i escolars
L'únic equipament sanitari que hi havia el 2009 era una farmàcia.
El 2009 hi havia 1 escola maternal i 1 escola elemental.

## Poblacions més properes
El següent diagrama mostra les poblacions més properes.